# 律令法
律令法（りつりょうほう）とは、日本で律令格式などの制定法を指し、さらに平安時代になってそれに基づき成立した各種の慣習法を含む。大化の改新以後の中央集権的国家の制定した公法を中心とする法体系である。
なお、律令それ自体については律令の項を、律令に基づく日本の制度各般については律令制の項を、それぞれ参照されたい。

## 唐の律令の継受
以上のような律令法の特色は、大化の改新後の公地公民制に基づく新しい国家組織そのものの必要から生まれたものである。同時に律令法が「中国古代法典」を母法として継承したことにも理由があった。
律令法は形式、内容ともに主として唐の律令（唐律、永徽律）を模範とした法制であって、この時代の東洋で一種の世界法の役割を果たした唐の律令の日本における分枝とみるべきである。したがって継受法としての律令法と、大化前代の固有法との間には断絶があって、固有の慣習法を基礎として成立した武家法制とは性格を異にする点が多い。
ただ唐の律令を継受するにさいして、日本独自の条件を考慮に入れて重要な修正を行っている事実も注意する必要がある。たとえば、唐の均田制を模範とした日本の班田制は、刑法や官制などとちがって、従来の土地所有制度と調整しなければ実行しがたい制度である。日本の令では唐令を意識的に修正して実施した形跡がみえる。また大化前代の土地私有制の発展段階の相違が考慮されていることも明らかである。
唐田令では、
1. 官人永業田および賜田は無制限に売買・貼賃（ちようちん）（質入れあるいは賃貸のこと）の自由を有し、
2. 庶人の永業田は特別の場合には売買を許され、
3. 口分田（くぶんでん）は原則としては売買を禁じ、例外的にこれを許し、
4. 諸田地の貼賃なども、原則的に禁止されるにとどまった。

これに対して日本令では、すべての田地は絶対にその売買を禁止し、とくに1年間の賃租を許しているにすぎない。このような相違は、国家権力の強さ、土地私有性および交換経済の発展の状態などの相違を反映させたものとみられる。田令ほど重要でない修正は令の各所にみられるが、それに対して律は唐律模倣の傾向が顕著であった。 
継受法としての律令法が7世紀以降長期にわたって強行されたことについては、国家権力の強大さ、人民一般の政治的無権利が第一にある。
例えば、律令法の行政組織の最末端にある郷里制にもあらわれている。国・郡・里の里は、50戸をもって構成された。この地方制度は画一的・行政的につくりあげられたもので、大化前代からの自然発生的な集落とはまったく関係のない組織であった。地方の民衆生活のなかでは、「村」は基本的な共同体の単位であったが、それが、法的には全然認められていない事実のなかにも、律令法の特徴がみられる。
したがって律令法のなかに、日本の古代社会の内部に行われていた法慣行を見いだすことは困難である。記紀、隋書倭国伝、祝詞（のりと）などの資料によっても、大化前代の地方族長社会においては、神判制度や宗教からまだ完全には分離しない形での法が存在した。また邪馬台国（やまたいこく）でも公的な秩序・権威の維持のための法が存在したとみられる。
ヤマト王権の時代になれば、刑法を中心とした法が、中国古代法の影響をうけながら不文法の形で発展していたことが推測される。唐の律令の継受も、このような土台のうえに可能となったのであるが、秦・漢以来の歴代の専制主義的法制を集大成した唐の律令と大化前代の日本の法とでは、段階の差が、あまりにはげしかったので、律令法は継受法としての性格を強くもたざるをえなかったとみられる。

## 律令の改変
律令法は、奈良・平安両時代を通じて国家の基本法であることに変りはなかったが、 10世紀の『延喜式』の制定公布の時代前後を境として、重要な変化がみられた。摂関政治や院政などの新しい政治形態の出現、班田制の衰退と荘園制の発展、律令法的身分秩序の解体などにみられる各種の歴史上の変化によって、律令法に基づく新しい慣習法が律令法の各分野で形成されてきた結果である。これを公家法の時代として区分することができる。

### 律令と官職制度
たとえば、官職制度のなかにも各種の重要な変化がおこったが、そのなかで著名なものは蔵人所（くろうど）および検非違使庁（けびいし）の制度である。検非違使は、刑部省および太政官が司法上の機能を果たさなくなるにしたがって平安初期に設置されたもので、司法警察上の追捕（ついぶ）のみならず、糾弾・断獄の諸権をももつにいたった。
まもなく民事裁判に関与するようになり、追捕使とともに諸国にもおかれるようになると、百姓からの年貢所当の徴収にまで参与するにいたった。律令制の最盛期とちがって、租税を強力な力なしには徴収できない階級関係の変化が、検非違使の機能の変化にも反映した。
検非違使の庁例は、使庁の流例ともいわれ、律令の刑法とはちがった性質の慣習法として通用した。官庁内部の慣習法は例または行事という言葉で奈良時代からすでに法的に認められてはいた。

### 明法道の確立と貴族社会
神亀5年（728年）、大学寮に律令法の教授を目的とした律学博士が設置され、程なく明法博士と改称された。明法博士による法曹教育の仕組は後に「明法道」と称されるようになるが、その結果全ての貴族・官人が律令法の知識を有してその運用に携わっていく前提が崩壊し、明法道を学んで明法博士を務め、あるいは刑部省や検非違使に所属した「明法家」と呼ばれる法律家集団によって律令の解釈が行われることとなり、官司請負制の展開とともに世襲化の様相を呈することになる。
律令国家から王朝国家へと転換した後も、天皇や摂関、太政官の公卿らの支配階層によって理念上は律令法に基づく統治が行われていたが、現実には彼らは律令に関する知識を全く持っておらず、明法家も彼らが律令法に関与することを批難した（例:『春記』永承7年5月18日条・『左経記』長元7年8月24日条など）。従って、太政官における陣定によって罪名定（五位以上の官人に対する裁判）が行われる場合にも、実際には明法家が法解釈を示した明法勘文に基づいて裁決が出されるだけで、複数の明法家が出した明法勘文に矛盾があった場合には太政官の公卿は「法令に通じていない」ことを理由に裁決が行えず（明法勘文を踏まえずに裁決を出すことは「先例に反する」として問題視された）、偶々先例の知識から明法勘文に重大な誤りの存在が発覚した場合でも、具体的な問題点を追及できなかった。こうした状況にやや変化がみられるのは、院政期に入ってからで源経信や藤原宗忠、藤原頼長といった律令に通じた公卿も登場する。これは本人たちの知的興味の側面も無視できないものの、後三条天皇が記録所を設置して以後、明法家以外の公卿・官人も実際の訴訟などに携わる機会が増大していったことが背景にあったと考えられている。また、訴訟機関の整備と明法家の訴訟直接関与は表裏一体の関係にあり、訴訟を起こすものがあらかじめ明法家の明法勘文を得て提訴を起こしてその証拠としたために、太政官が訴訟の利害関係者となった明法家に諮問することができなくなって従来の太政官での訴訟形態が停滞して、従来の明法家の判断のみに拘束されない新たな訴訟機関の充実が必要とされた。九条兼実は自身も明法家を呼んで質問（「法家問答」）を行い、また「記録所が出す勘文に律令が引用されているのは当然で、全ての官司にある者は法令に通じているべきだ」（『玉葉』建久6年9月2日条）と指摘している。こうした支配階層の律令知識への関心の高まりが、明法家の活動とともに、鎌倉時代以後の公家法の形成や院評定の成立に影響を与えたと考えられている。なお、鎌倉時代後期に編纂された『明法条々勘録』は明法家の中原章澄と公卿の徳大寺実基の議論を元に編纂されているが、徳大寺も具体的な条文などを挙げて質問を行っていることが分かる。
ただし、異論もある。平安中頃まで争論は国司の元で処理されていて、中央貴族の関心は少なかったが、11世紀中頃から、荘園公領制の進展やそれへの国司側の対抗として一国平均役などが行われ、つまり荘園を巡って権門貴族と国との争いが生じやすくなり、それによる訴訟が現地で対応しきれずに中央に持ち込まれることが増えて、太政官裁定を巡って、明法家の役割の増大と、権門貴族の律令への関心の高まりとにつながった、という可能性が指摘されている。

### 公家法の時代
公家法の時代には、法のあらゆる分野で、慣習法の体系が重要な法的意義をもつようになった。
荘園制を基礎にして発達した本所法もその一つであるが、地方の行政組織の内部に発達してきた国衙法（こくが）ともいうべき慣習法もその一例である。
国司制度は、基本の形式は平安時代になっても律令法と変りはなかったが、国司の職が封禄と化し、任地におもむかない遥任の国司が増加するにつれて、諸国の行政は留守所あるいは在庁官人が行うようになった。そのさい、国衙領は、百姓名（みょう）が奈良時代の戸に代わって基本単位となっていた。租庸調、雑徭および各種の臨時の賦課も、それに対応した徴収方法を採用しなければならないことになった。特に国衙領の内部に成立した荘園との関係を規制するためには、律令法にない新しい法をつくり出す必要があった。
当時の文書において「当国之例」といわれるような慣習法は、このような必要に基づくものであって、それは本所法とならんで、中世の武家法の基盤の一つとなった。

## 幕藩体制と明律研究
養老律令以後、日本では律令の編纂は行われなくなり、遣唐使の廃止によって中国律令の導入もなくなったが、中国ではその後も歴代王朝で律令の編纂や改訂が行われていた。江戸時代中期頃になると従来の幕藩法に欠けている分野を補完する目的で江戸幕府や諸藩の中で明王朝で使われた明律の研究が始められた。とりわけ1716年に将軍に就任した徳川吉宗は唐律・明律・清律など中国の法典研究に力を注ぎ、なかでも明律に熱心となり、奥坊主成島道筑に同書を講義させ、側近の儒者荻生北渓に訓点を施させた。1720年（享保5年）に著された『大明律例訳義』は吉宗の命令で紀州藩の儒者高瀬学山が書いた明律の研究書である。
幕末になると明律は各藩律の母法となった。
1870年（明治3年）から11年間の明治初期の日本で使用された「新律綱領」も明清律をモデルにしていた。しかし1881年（明治14年）の旧刑法導入によって、日本における古代以来の中国法系の刑事法制の歴史は幕を閉じ、西洋法系の近代的刑法典に転換される事になった。